# Distretto di Eskipazar
Il distretto di Eskipazar (in turco Eskipazar ilçesi) è uno dei distretti della provincia di Karabük, in Turchia.